# ناحیه زالائگرسگ
ناحیهٔ زالائگرسگ (به مجاری: Zalaegerszegi járás) یک ناحیه در مجارستان است که در زالا واقع شده‌است و۱٬۰۴۴٫۷۰ کیلومتر مربع مساحت و ۱۰۲٬۷۹۸ نفر جمعیت دارد.